# Sociedad del Dragón Negro

La Sociedad del Dragón Negro (Kyūjitai; 黑龍會; Shinjitai: 黒龍会 kokuryūkai?), también conocida como Sociedad del Río Amur, fue una importante sociedad secreta ultranacionalista en Japón que desarrolló su actividad por lo menos hasta el fin de la Segunda Guerra Mundial. 

## Historia

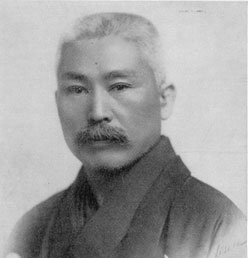
Ryohei Uchida, fundador de la Sociedad del Dragón Negro.

El Kokuryūkai fue fundado en 1901 por Uchida Ryohei, y comenzó vinculado con la  Genyōsha. (Uchida fue un seguidor del fundador de la Genyōsha Mitsuru Toyama.) Su nombre deriva del río Amur, llamado Heilongjiang o "Río del Dragón Negro" en lenguaje chino, lo que se lee en japonés como Kokuryū-kō. Siempre significó un símbolo de los esfuerzos para mantener el Imperio Ruso fuera de Asia Oriental, al sur del Río Amur. 
El Kokuryūkai inicialmente hizo tremendos esfuerzos para mantener distancia con su predecesor, la Genyōsha, por la presencia de criminales conocidos vinculados con la Yakuza entre sus cuadros. Como resultado, sus miembros incluían ministros de gobierno y altos oficiales militares, así como renombrados profesionales. Sin embargo, a medida que el tiempo transcurrió, se encontró que muchas actividades criminales eran convenientes para dar punto final a alguna de sus operaciones.
La Sociedad publicaba un periódico y operaba como una escuela de espionaje, desde donde se despachaban agentes a operaciones de inteligencia a Rusia, Corea y Manchuria (al noreste de China). Incluso presionaron a muchos políticos japoneses a adoptar una política externa dura. La Kokuryūkai también propugnó por una política panasiática y dio soporte y apoyo financiero a revolucionarios como Sun Yat-sen y Emilio Aguinaldo. 
Durante la Guerra Ruso-Japonesa, la anexión de Corea y la intervención en Siberia, la Armada Imperial japonesa hizo uso de la red del Kokuryūkai para el espionaje y el sabotaje. Ellos organizaron guerrillas en Manchuria contra los rusos, apoyándose en los señores de la Guerra chinos y en bandidos de la región, siendo el más importante el Mariscal Chang Tso-lin. 

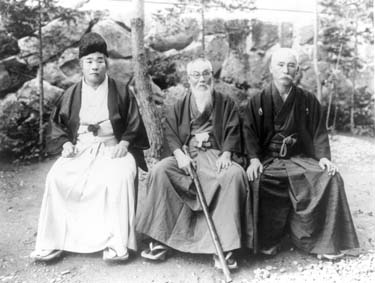
Onisaburo Deguchi, Toyama Mitsuru y Uchida Ryohei

La Kokuryūkai asistió al espía japonés, Coronel Motojiro Akashi. Akashi, que no era miembro del Dragón Negro, coordinó una operación exitosa en China, Manchuria y Siberia y estableció contactos con el mundo árabe. Estos contactos en Asia Central fueron mantenidos a lo largo de toda la Segunda Guerra Mundial. El Dragón Negro también formó contactos e inclusive alianzas con sectas religiosas de Asia. 
Durante las décadas de 1920 y 1930, el Kokuryūkai influyó en la política principal de varios gobiernos regionales.
Inicialmente dirigida solo contra Rusia, a partir de los años 30, el Kokuryūkai expande sus actividades a todo el mundo, con agentes en Etiopía, Turquía, Marruecos, todo el sudoeste de Asia, América del Sur, así como Europa y Estados Unidos.
En 1942, agentes del FBI arrestaron a miembros de la Sociedad del Dragón Negro en el Valle de San Joaquín (California).
El Kokuryūkai fue oficialmente disuelto por orden del Comando de las fuerzas Americanas de Ocupación en 1946. De acuerdo al libro de Brian Daizen Victoria, Zen War Stories, la sociedad del Dragón Negro fue reconstituida en 1961 como el Kokuryū-Kurabu que actualmente continúa en operación.